# Helsinki Roosters
Helsinki Roosters je klub američkog nogometa iz Helsinkija. Osnovan je 1979. godine, a svoje utakmice igra na stadionu Helsinki Veldrome. To je najuspješniji finski klub (rekorder nacionalne lige Vaahteraliiga, te je također bivši osvajač Eurobowla, te je bio i sudionikom Football League of Europe).

## Uspjesi
- Eurobowl
  - pobjednik: 1988.

- IFAF Liga prvaka
  - pobjednik: 2014.

- Vaahteraliiga (finska liga)
  - prvak: 1982., 1983., 1986., 1987., 1988., 1990., 1995., 1996., 1997., 1998., 1999., 2000., 2002., 2004., 2012., 2013., 2014., 2015., 2016., 2017.
  - doprvak: 1991., 2001., 2003., 2008., 2009.

## Poveznice
- službene stranice
- službene stranice Vaahteraliige